# Paul Foster
Paul Andrew Foster est un homme politique du Parti travailliste britannique qui est député de South Ribble depuis 2024.

## Carrière
Foster est auparavant chef du conseil municipal de South Ribble pendant cinq ans. Il est un vétéran de l'armée.
Foster sert pendant un peu moins de 15 ans, notamment lors de la première guerre du Golfe, lors de l'opération Haven et lors du conflit du Kosovo en 1999, pour n'en citer que deux. Il quitte l'armée en 2003.